# Drużynowy Puchar Polski na Żużlu 1980
Drużynowy Puchar Polski na Żużlu 1980 – 3. edycja Drużynowego Pucharu Polski, organizowanych przez Polski Związek Motorowy. Rozegrano eliminacje grupowe oraz 4 turnieje finałowe. W finałach wystartowali zwycięzcy poszczególnych grup: Stal Gorzów Wlkp. (grupa I), Unia Leszno (grupa II), Stal Rzeszów (grupa III) i Kolejarz Opole (grupa IV). Turnieje finałowe rozegrano na torach każdego z uczestników.
W następnym sezonie nie rozegrano zawodów o Drużynowy Puchar Polski. Rozgrywki wznowiono dopiero w sezonie 1992.

## Eliminacje grupowe - tabele końcowe
| Poz. | Klub              | Punkty | Małe punkty |
| ---- | ----------------- | ------ | ----------- |
| 1    | Stal Gorzów Wlkp. | 10     | 142         |
| 2    | Start Gniezno     | 9      | 132         |
| 3    | Apator Toruń      | 6      | 114         |
| 4    | Wybrzeże Gdańsk   | 4      | 68          |
| 4    | GKM Grudziądz     | 0      | 22          |

| Poz. | Klub                  | Punkty | Małe punkty |
| ---- | --------------------- | ------ | ----------- |
| 1    | Unia Leszno           | 11     | 153         |
| 2    | Polonia Bydgoszcz     | 8      | 118         |
| 3    | Falubaz Zielona Góra  | 4      | 83          |
| 4    | Ostrovia Ostrów Wlkp. | 1      | 32          |

| Poz. | Klub                  | Punkty | Małe punkty |
| ---- | --------------------- | ------ | ----------- |
| 1    | Stal Rzeszów          | 10     | 127         |
| 2    | Włókniarz Częstochowa | 8      | 121         |
| 3    | Motor Lublin          | 6      | 90          |
| 4    | Gwardia Łódź          | 3      | 74          |
| 5    | Unia Tarnów           | 3      | 66          |

| Poz. | Klub                 | Punkty | Małe punkty |
| ---- | -------------------- | ------ | ----------- |
| 1    | Kolejarz Opole       | 11     | 118         |
| 2    | RKM Rybnik           | 5      | 88          |
| 3    | Śląsk Świętochłowice | 4      | 89          |
| 4    | Sparta Wrocław       | 4      | 88          |

## Rundy finałowe
| Poz. | Klub              | Punkty |
| ---- | ----------------- | ------ |
| 1    | Unia Leszno       | 43     |
| 2    | Kolejarz Opole    | 24     |
| 3    | Stal Gorzów Wlkp. | 21     |
| 4    | Stal Rzeszów      | 8      |

| Poz. | Klub              | Punkty |
| ---- | ----------------- | ------ |
| 1    | Unia Leszno       | 32     |
| 2    | Stal Rzeszów      | 26     |
| 3    | Kolejarz Opole    | 20     |
| 4    | Stal Gorzów Wlkp. | 18     |

| Poz. | Klub              | Punkty |
| ---- | ----------------- | ------ |
| 1    | Kolejarz Opole    | 42     |
| 2    | Unia Leszno       | 25     |
| 3    | Stal Gorzów Wlkp. | 19     |
| 4    | Stal Rzeszów      | 10     |

| Poz. | Klub              | Punkty |
| ---- | ----------------- | ------ |
| 1    | Stal Gorzów Wlkp. | 42     |
| 2    | Unia Leszno       | 33     |
| 3    | Kolejarz Opole    | 12     |
| 4    | Stal Rzeszów      | 9      |

## Tabela końcowa
| Poz. | Klub              | Punkty | Małe punkty |
| ---- | ----------------- | ------ | ----------- |
| 1    | Unia Leszno       | 10     | 132         |
| 2    | Kolejarz Opole    | 6      | 90          |
| 3    | Stal Gorzów Wlkp. | 5      | 92          |
| 4    | Stal Rzeszów      | 3      | 70          |